# 沈之唫
沈之唫（1558年—1599年），字性甫，號惺宇，浙江湖州府烏程縣人，民籍，明朝政治人物。

## 生平
萬曆十年（1582年）浙江鄉試第八十二名，十一年（1583年）癸未科會試第五十二名，登三甲第一百五十六名進士。通政司觀政，授永平府推官，十七年（1589年）行取，十月選授南京工科給事中，告病歸。因避兄長沈節甫任職南京，萬曆二十年改禮部主事。二十二年升员外郎，二十三年丁憂。二十七年卒。

## 家族
曾祖沈汝梁；祖父沈煓，曾任貢士；父沈塾，曾任南京尚宝司卿。嫡母閔氏（封安人 贈宜人）；生母吳氏。具慶下。兄沈節甫，南京尚宝司卿；沈之鎏；沈之鏊；沈之鑒，俱監生；沈之鋆；沈之鎣；沈之崟，字謙甫，同科舉人、貢士、撫州同知；沈之釜；沈之鐆，俱監生。弟沈之鍪。